# 第25回競輪祭
第25回競輪祭（だい25かい けいりんさい）は、1983年に小倉競輪場で行われた。

## 決勝戦
- 全日本競輪王戦　11月23日（水・祝）

| 着順 | 車番 | 選手       | 登録地 |
| ---- | ---- | ---------- | ------ |
| 1    | 5    | 中野浩一   | 福岡県 |
| 2    | 6    | 高橋美行   | 愛知県 |
| 3    | 7    | 滝澤正光   | 千葉県 |
| 4    | 1    | 高橋健二   | 愛知県 |
| 5    | 9    | 伊藤浩     | 大阪府 |
| 6    | 2    | 佐々木昭彦 | 佐賀県 |
| 7    | 4    | 佐古雅俊   | 広島県 |
| 8    | 8    | 佐藤正人   | 岩手県 |
| 9    | 3    | 藤巻昇     | 北海道 |

- 配当 
  - 連勝単式 4－5　930円

### レース概要
スタートは9番車の伊藤が決め、佐々木―中野―伊藤、高橋健ー高橋美、滝沢―藤巻、佐古、佐藤。滝沢が上昇すると佐々木はイン粘りで藤巻を競り落とす。佐古がまくりあげたが、佐々木の横まで。中野はじっくりと足をためて、7番手から内をついて突っ込んできた高橋美の“頭突き”も封じて、一気に抜け出した。２年ぶりに特別競輪を制した中野は、当時の同一タイトル特別競輪最多となる４回目の競輪王。
なお、11月21日（月）に決勝戦が行われた、全日本新人王戦は、小磯伸一（福島県）が優勝した。